# Home Shopping Europe

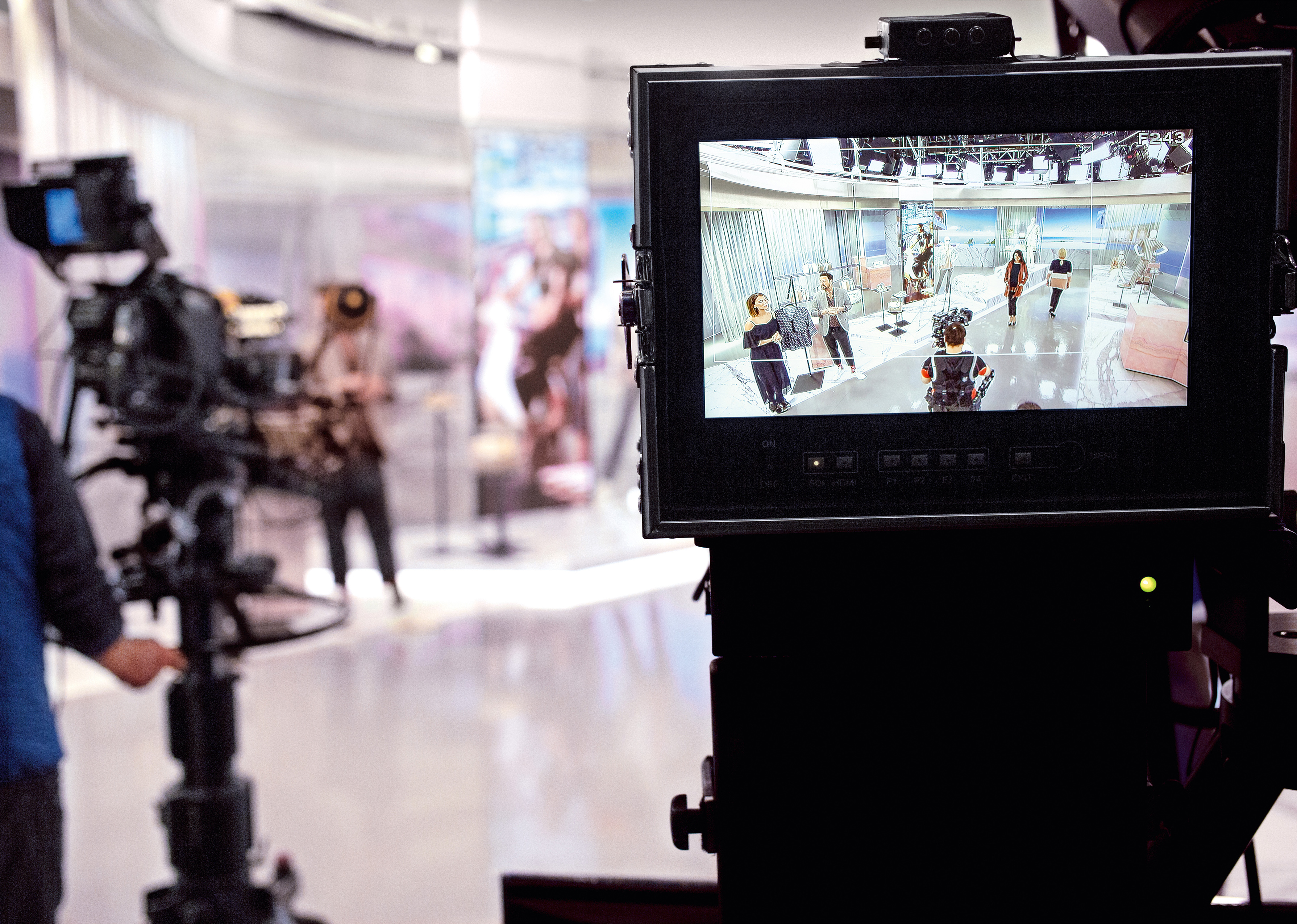
HSE Studio 1 in Ismaning

Die Home Shopping Europe GmbH, bekannt unter der Marke HSE, ist ein Homeshopping- und E-Commerce-Unternehmen, das seine Produkte im Fernsehen und in anderen Kanälen präsentiert und verkauft. Seit dem 15. Januar 2021 wirbt HSE mit dem neuen Claim und Soundlogo (Marken-Relaunch): „HSE. Here Shopping Entertains.“
HSE sendet ein 24-Stunden-Programm und verkauft seine Produkte an Kunden in Deutschland, Österreich und der Schweiz. 16 Stunden des Programms werden live in den Studios von drei Sendern in Ismaning nahe München produziert. Für den Betrieb sorgen rund 1.200 eigene Mitarbeiter, davon 900 in Deutschland. Das Unternehmen verschickt nach eigenen Angaben täglich durchschnittlich 43.000 Pakete aus vier Logistikcentern in Deutschland und der Schweiz. Es wickelt ebenfalls täglich durchschnittlich 41.500 Anrufe in 26 Callcentern ab. Jährlich werden in der automatischen telefonischen Bestellannahme über 3 Millionen Anrufe mit einem Voice User Interface mit künstlicher Intelligenz verarbeitet.

## Marken

### HSE
HSE startete am 16. Oktober 1995 unter der Marke H.O.T. (Home Order Television) als erster Teleshopping-Sender Deutschlands und wurde im Mai 2001 in Home Shopping Europe umbenannt. Von März 2004 bis 12. Januar 2021 gab es die Marke HSE24. Seit 13. Januar 2021 heißt die Marke HSE.

### HSE Extra
Am 4. Oktober 2005 startete ein zweiter Sender, HSE24 Digital, der von Februar 2009 bis 12. Januar 2021 HSE24 Extra und jetzt HSE Extra heißt. Er wiederholt Teile des HSE-Programms und wird über Satellit und per Livestream verbreitet. Am 1. September 2013 startete HSE24 Extra seinen inhaltsgleichen High-Definition-Ableger HSE24 Extra HD. HSE Extra sendet täglich zehn Stunden live.

### HSE Trend
Am 23. September 2010 ging der dritte Sender HSE24 Trend von HSE auf Sendung, auf dem insbesondere Modetrends in Form von Kleidung und Accessoires angeboten werden. Seit 13. Januar 2021 trägt er den Namen HSE Trend.

## Sortiment
Der Eigendarstellung des Unternehmens zufolge ist es ein Anbieter im Bereich Live Commerce, der ein kuratiertes Produktsortiment aus dem Bereichen Mode, Schmuck, Beauty, Wellness sowie Haushalt und Wohnen im Fernsehen, im Onlineshop und in einer eigenen App durch „Creators“ präsentiert. Das Unternehmen führt an, dass jene „bekannte Lifestyle-Persönlichkeiten“ seien, die „für eine einzigartige Inszenierung der Produkt- und Themenwelten sorgen“. Bekannte Präsentatoren mit eigenen Kollektionen sind Judith Williams, Lola Paltinger, Jana Ina Zarrella, Marcel Ostertag, seit Anfang 2022 der Modeunternehmer Thomas Rath mit einer eigenen Marke sowie Martina Reuter mit einem Übergrößen-Label.

## Social-Shopping
Seit dem Jahr 2021 hat das Unternehmen in das Geschäftsfeld des Social Commerce investiert. Für Streamer wurde die separate HSE Hello App entwickelt. Damit konnten bis März 2024 die Produkte des Unternehmens per Live-Streaming von Streamern direkt im Internet vermarktet werden, ohne dass die Produkte in TV-Shows gezeigt werden müssen. Die Streamer erhielten dafür eine Vergütung.
2022 wurde das in Amsterdam gegründete Unternehmen Manycreators von HSE übernommen, eine seit 2016 aktive Agentur für das Creator Management, die mit Influencern zusammenarbeitete, die beispielsweise auf TikTok aktiv waren. Manycreators wurde im Juli 2024 mit HSE verschmolzen.

## Marketing
Das Unternehmen setzt, wie viele große Handelsunternehmen, das Affiliate-Marketing ein, um Kunden zu halten und neue zu gewinnen, wie beispielsweise das Sammeln von Punkten mit Payback. Auch das Monetarisieren von Werbeeinblendungen des Webshops von HSE für Webseitenbetreibe über TradeDoubler kommt zum Einsatz.

## Geschichte
Am 16. Oktober 1995 ging H.O.T. als erster deutscher Shopping-Sender mit der Ausstrahlung von Aufzeichnungen auf Sendung. Ein Jahr später begann der Live-Betrieb. An den Sendestart erinnert jeweils Anfang Oktober ein Event, das anfangs HSE-Geburtstag hieß.
Als Urheber des Konzepts gilt in erster Linie die Quelle GmbH mit ihrem damaligen Direktor Neue Medien, Patrick Palombo, der bereits seit den 80er Jahren erste Teleshopping-Formate getestet hatte, u. a. auf RTL mit der Tele-Boutique und dem Showladen und auf Eureka, dem späteren ProSieben. Nach diesen erfolgreichen Tests empfahl Palombo dem Vorstand der Quelle GmbH und dem Aufsichtsrat der Schickedanz-Gruppe, zu der die Quelle gehörte, das Teleshopping-Format auf einen 24/7-Sender auszudehnen. Naheliegend war dann die Gründung eines Joint Ventures zwischen der Quelle und ProSieben, um die Kernkompetenzen beider Unternehmen, Handel und Broadcasting, zu einem Sender zu verschmelzen – H.O.T. Georg Kofler als damaliger Geschäftsführer von ProSieben, zu dem man durch die Eureka-Teleshopping-Tests bereits Kontakt hatte, konnte persönlich für das Vorhaben begeistert werden und übernahm, u. a. zusammen mit Patrick Palombo, später die Funktion des Beirats des neuen Senders. Ein Jahr später erweiterte man die gesellschaftsrechtliche Partnerschaft um den amerikanischen Teleshoppingsender HSN (Home Shopping Network), um H.O.T. noch zusätzlich von professionellem Teleshopping-Know-how profitieren zu lassen. Diese neue Partnerschaft wurde 1996 auf den Medientagen von den drei Gesellschaftsvertretern der Unternehmen, Georg Kofler für ProSieben, Patrick Palombo für Quelle und dem Film- und TV-Mogul Barry Diller, als Gesellschafter von HSN offiziell verkündet.
1998 ging der erste Webshop online.
Im Gründungsjahr waren die Quelle GmbH und ProSiebenSat.1 Media Gesellschafter; nach einem Jahr wurde der Gesellschafterkreis um den amerikanischen Teleshoppingsender HSN erweitert. ProSiebenSat.1 zog sich später zurück. Im Februar 2005 wurde der Sender an die InterActiveCorp verkauft, aber knapp zwei Jahre später, im Juni 2007, zurückgekauft. HSE 24 war nun ein Teil von Primondo, der Versandhaussparte von Arcandor (vormals KarstadtQuelle). Seit der Übernahme erhielten Quelle-Artikel eigene Sendefenster. Beispielsweise wurden Artikel aus dem Bereich Küche der Quelle bei HSE24 platziert. Am 10. November 2009 teilte der Insolvenzverwalter der Arcandor AG, Klaus Hubert Görg, mit, dass HSE 24 mit sofortiger Wirkung an die französische Beteiligungsgesellschaft Axa Private Equity verkauft werde.
Ab März 2010 wurde das Unternehmen von der neu gegründeten HSE24 Management Holding (HSE24 Management Beteiligungs GmbH) kontrolliert, die bei ihrer Gründung zu 88 Prozent der AXA Private Equity und zu 12 Prozent dem HSE24-Management gehörte. Im Juli 2012 verkaufte die Axa ihren Mehrheitsanteil an der Home Shopping Europe GmbH an die US-amerikanische Investmentgesellschaft Providence Equity Partners.
Dem Konzernlagebericht 2018 zufolge wurde am 17. April 2012 die HSE24 Multichannel GmbH, Ismaning gegründet. Zu ihr gehören einige Gesellschaften, u. a. die Home Shopping Europe GmbH.
Im Juni 2011 ging der erste nicht deutschsprachige Homeshopping-Sender HSE24 Italy der späteren HSE24 Group in Italien auf Sendung, der zur HSE24 S.p.A. gehörte. Am 5. Juli 2019 ging die italienische HSE24 S.p.A. an den neuen Alleingesellschafter GM Comunicazione srl über.
Seit April 2012 hält HSE24 Group 100 Prozent der Anteile an der Direct Trade LLC, einer in Moskau ansässigen operativen Handelsgesellschaft, zu der der Onlineshop ShoppingLive.ru gehört. Der Gruppe gehören ebenfalls 20 Prozent der Anteile des Anfang 2016 gegründeten Medienunternehmens TV Shopping Media LLC, dem zu 100 Prozent das russische Homeshopping-Unternehmen Shopping Live LLC in Moskau gehört.
Am 15. Juni 2020 wurde bekannt, dass der britische Finanzinvestor Intermediate Capital Group mittelbar die Kontrolle über die HSE24 Multichannel GmbH, Ismaning, übernehmen wolle. Am 17. Juli wurde der mittelbare Kontrollerwerb vom Bundeskartellamt genehmigt. Dazu schrieb die Zeitung Die Welt: „Auf Anfrage erklärt HSE 24, dass es jetzt keinen direkten Eigentümerwechsel, aber eine Umstrukturierung bei den stillen Gesellschaftern des Providence-Fonds gibt. Providence kontrolliere weiter das Unternehmen – aber der Finanzinvestor ICG werde nunmehr indirekt die Mehrheit erwerben. Andere Gesellschafter und Altaktionäre hätten nun die Möglichkeit, ihre Anteile zu verkaufen oder auch als stille Gesellschafter bei den Fonds beteiligt zu bleiben.“ Zu diesem Zwecke wurde im Februar 2020 ein Unternehmen gegründet, das seit 16. Juli den Namen „HSE24 International GmbH“ trägt und seinen Sitz in Ismaning hat.
Für das Jahr 2020 wurde für die HSE24 International GmbH (Konzern) ein Gruppenumsatz von 808,9 Millionen Euro angegeben.
Wie am 14. Januar 2021 bekannt wurde, firmiert HSE24 ab sofort europaweit als HSE. Im Zuge der Umbenennung des Senders gingen ein neues Senderdesign, neue Logos und neue Webseiten an den Start.
Als oberstes Mutterunternehmen des Konzerns ist die PSMA Holding S.à r.l. mit Sitz in Luxemburg-Stadt angegeben.
Für das Jahr 2022 wurde ein Gruppenumsatz von 788 Millionen Euro angegeben.

## Unternehmensstruktur
HSE besteht aus 11 Bereichen:
- TV-Produktion und Broadcasting
- IT und Infrastruktur (etwa 90 Mitarbeiter)
- Einkauf (über 120 Mitarbeiter)
- Social Commerce (Content Creator, Live-Streaming und Business Development)
- Digital (Webshop, App, Webanalyse)
- Marketing und Creative
- Prozesse, Projektmanagement und Business Development
- Customer Experience
- Vertriebsplanung, Vertriebscontrolling und Business Analytics
- Logistik, Supply Chain, Qualitätsmanagement
- Corporate Functions

Der Aufsichtsrat der Home Shopping Europe GmbH besteht seit November 2013. Mitglieder sind: Richard Reitzner (Vorsitzender seit März 2017), Robert Sudo (Stellvertreter) und Uwe Richter (Arbeitnehmervertreter). Davor war Konrad Hilbers bis Februar 2017 Vorsitzender.

## Kritik
Sachverständige wiesen in der Sendung marktcheck des öffentlich-rechtlichen Senders WDR darauf hin, dass die Qualität des angebotenen Schmucks nicht den Versprechungen entspreche. Daneben sollen die Preise nach Vergleichen mit Juwelieren und Schmuckhändlern meist überhöht sein. In der Sendung wurde auch den Teleshopping-Sendern RTL Shop (jetzt Channel 21) und QVC der gleiche Vorwurf gemacht.
In der Reportage-Reihe Akte berichtete Sat.1 am 27. Oktober 2022 über den Sender. Es wurde die Verkaufsmethodik erläutert, wie durch gute Gespräche eine parasoziale Beziehung, also ein scheinbar persönliches Verhältnis zwischen Zuschauerin und Moderatorin entstehe, ähnlich wie bei Influencern in sozialen Medien, was Zuschauer zum Kaufen anrege.

## Ehemalige Sendungen
- In Sachen Liebe: Moderiert wurde die Sendung von Katja Poller und Beate Neun. Als erster Teleshoppinganbieter bot HSE24 erotisches Spielzeug wie Vibratoren und Dildos sowie Dessous für Damen und Herren an. Die Sendung lief immer in der Nacht von Freitag auf Samstag.
- Katja Lührs Schmuckgala: Als erste bekanntere Persönlichkeit präsentierte Katja Lührs (Die Schwarzwaldklinik, Ehen vor Gericht, Bunte-Talkshow) ihre eigene Schmucklinie seit 1997 zusammen mit Astrid Obersteiner, Christian Materne und Ilona Klaiber. Weitere Persönlichkeiten folgten. Die Sendung wurde 2001 in „Katja Lührs Classic“ und „Katja Lührs Design“ aufgeteilt, bevor Katja Lührs 2004 zu RTL-Shop wechselte.
- Junior-TV: Astrid van der Staaij und Martin Kraus präsentierten die Stars aus der Muppet Show für zu Hause. Kermit der Frosch, Miss Piggy und weitere Charaktere waren live zu Gast im Studio.
- Juttas-Weltreise: Die Moderatorin Jutta Niedhart hatte in ihrer wöchentlichen Sendung „Schmuckhighlights“ aus fernen Ländern und Kulturen zu Gast.
- Urlaubsreif: In der Sendung konnte man jeweils Samstagnachmittag um 14 Uhr Flugreisen, Kreuzfahrten und Hotelaufenthalte buchen. Die Sendung war ein Vorläufer zu Sonnenklar.TV, wurde dann von tm3 (später 9Live) produziert. Man entschloss sich, diesem Format einen eigenen Sender zu geben.

## Empfang
Das Programm ist über Satellit, Kabel sowie über DVB-T2 und IPTV empfangbar. Im Online-Shop und in der App werden Livestreams angeboten, sowie Details zu Sortimentsartikeln mit kurzen Filmen aus zugehörigen Shows als Video-on-Demand.

## Logos

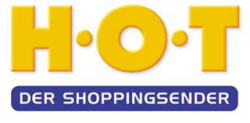
Logo des Senders HOT (bis 2001)
Logo von 2002 bis 2009
Logo von 2009 bis 12. Januar 2021
Logo von HSE24 HD bis zum 31. August 2013
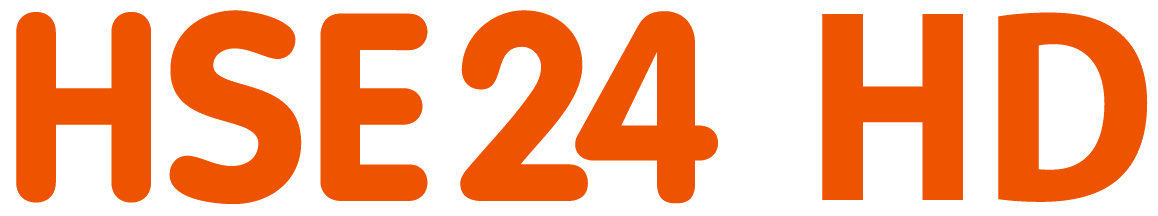
Logo von HSE24 HD vom 1. September 2013 bis 12. Januar 2021
Logo von HSE24 EXTRA bis zum 31. August 2013
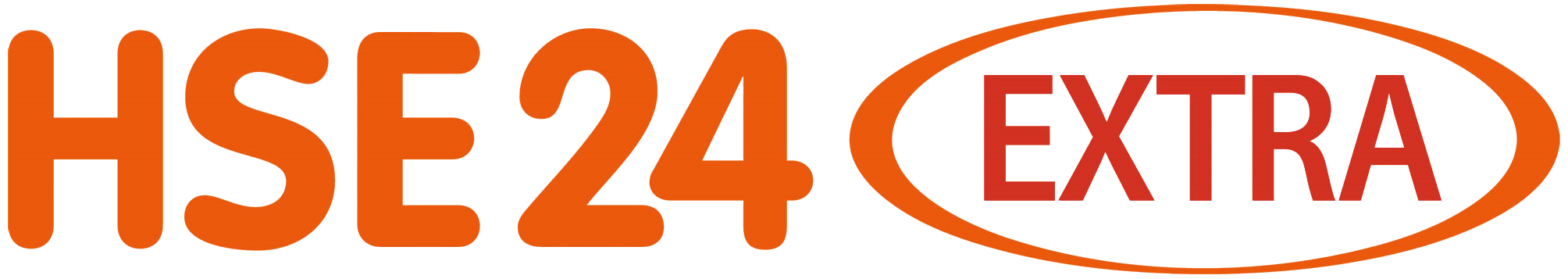
Logo von HSE24 EXTRA vom 1. September 2013 bis 12. Januar 2021
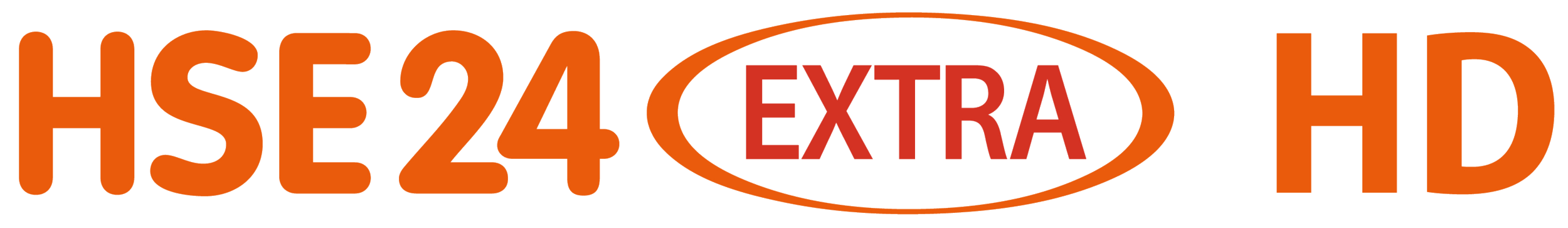
Logo von HSE24 EXTRA HD bis 12. Januar 2021
Logo von HSE24 Trend bis 12. Januar 2021
Aktuelles Logo seit 13. Januar 2021
Logo von HSE Extra seit 13. Januar 2021
Logo von HSE Trend seit 13. Januar 2021